# 小行星7166
小行星7166（英語：7166 Kennedy）是一颗围绕太阳公转的小行星。1985年10月15日，愛德華·鮑威爾在可可尼诺县发现了此天体。
这颗小行星的绝对星等为63.72022894392379等。